# Aviadenovirus
Los aviadenovirus son un género de  virus de ADN que afectan a aves; representan uno de los cuatro géneros de la familia de los Adenoviridae, los otros son Mastadenovirus, Atadenovirus y Siadenovirus.
Son clase I, sin cubierta viral, virus icosaedros con 74 a 80 nm de diámetro, con genoma de ADN con doble hélice de aproximadamente 26–45 kpares de bases (kbp) y un contenido de guanina / citosina de 53–59%.
Adquirida naturalmente la enfermedad a aviadenovirus; incluye: enteritis, esplenitis, hepatitis, bronquitis, congestión pulmonar, ventriculitis, pancreatitis, edema, reproducción anormal (síndrome de la caída de huevos), dependiendo de la especie de ave infectada.
El diagnóstico de aviadenovirus es el mismo de todos los adenovirus, por aislamiento viral y serotipo, también ensayo ELISA.